# Iván Castaneira
Jorge Iván Castaneira Jaramillo (Ciudad de México, 2 de febrero de 1987) conocido como Iván Castaneira  es un fotoperiodista y videasta mexicano especializado en movimientos sociales, personas desaparecidas en México, migración centroamericana, cambio climático y derechos humanos. Entre sus trabajos más conocidos se encuentran El Triunfo, bosque de niebla, (2013) sobre la amenaza de las concesiones a grupos mineros en la Sierra Madre de Chiapas y la serie de fotografías sobre el feminicidio en México. En diversas ocasiones ha denunciado la violencia y las amenazas contra quienes ejercen el periodismo en México. 

## Trayectoria
Empezó a interesarse por la fotografía a los 17 años y estudió Diseño y Comunicación Visual en la Escuela Nacional de Artes Plásticas (ENAP), y una maestría en Cine Documental en el Centro Universitario de Estudios Cinematográficos (CUEC).
Desde sus inicios se interesó por la fotografía documental como herramienta para cambiar la realidad, realizando numerosos trabajos en torno a la migración centroamericana en México, temas ambientales, movimientos sociales, personas desaparecidas en México, violencia de género y feminicidios, desastres naturales como el terremoto en Nepal, la guerra contra el narcotráfico en México, etc.
Yo empecé más o menos por el 2007, un año despues de que el gobierno de ese momento declarara la Guerra contra el Narcotráfico, y a partir de ahí, todo mi crecimiento como periodista ha sido dentro de una guerra civil en la cual no puedes confiar en nadie y en la que siempre ha sido un peligro tocar o hablar de ciertos temas como periodista o defensor de derechos humanos.
Yo fotografío con esperanza, entender que no todo esta perdido. Cada una de las historias que voy conociendo, traen esperanza siempre consigo.

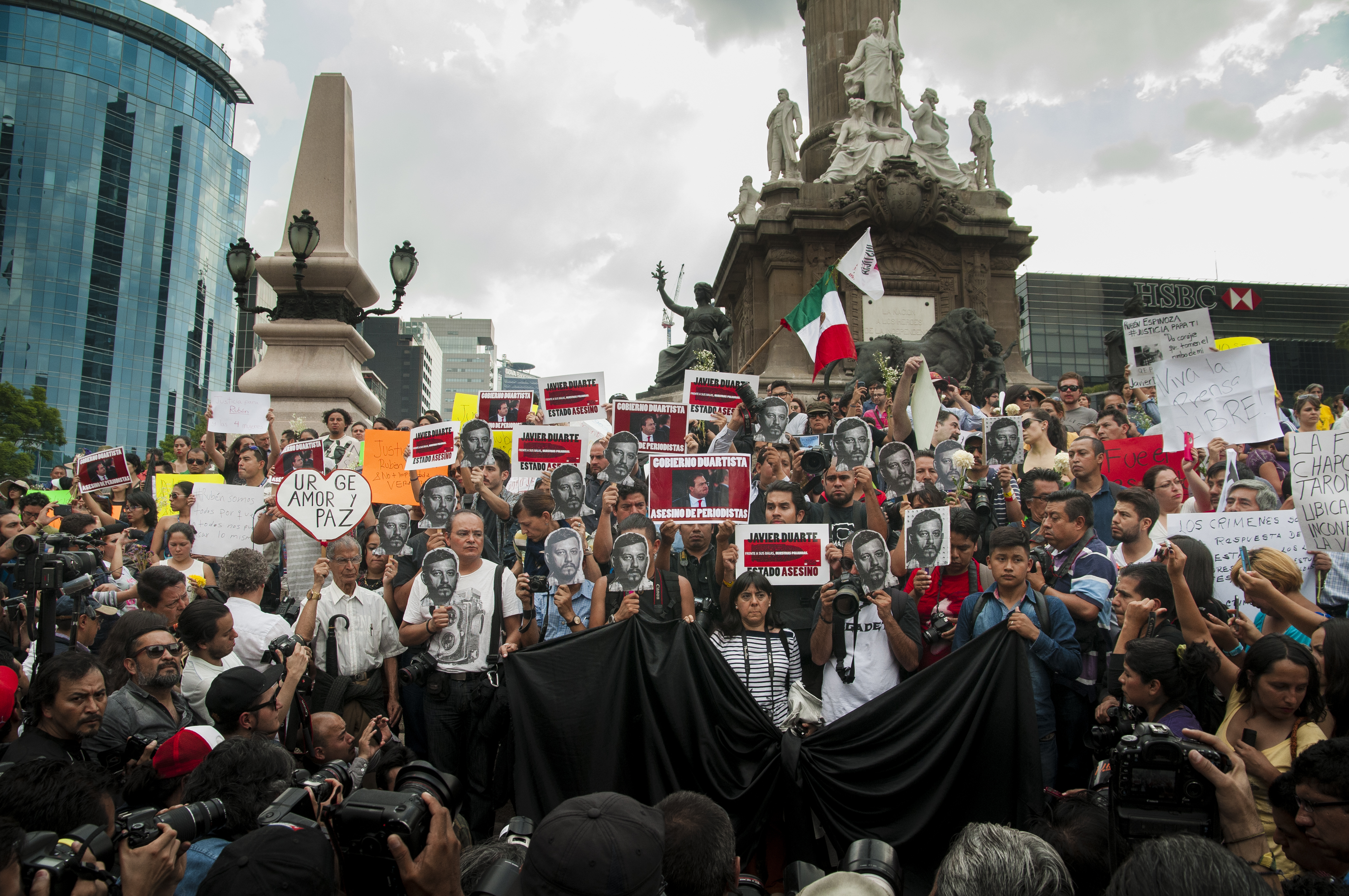
Marcha por el periodista asesinado Rubén Espinosa (2015)

Colaborado como freelance con agencias internacionales de noticias como AP, Reuters, AFP, Getty, Xin Hua, El País, Milenio TV, Desinformémonos, Latitudes Press, ZUMA Press y con ONGs de defensa de derechos humanos y temas ambientalistas como Greenpeace, Direct Relief, One Heart Mundial, Amnistía Internacional, Proyecto de Defensa de los Nuevos Medios, Tick Tick Tick, Sin Fronteras, etc. 
En 2015 su nombre fue incluido entre los de 136 fotoperiodistas profesionales y fotógrafos documentales de todo el mundo para ser considerados para el 2015 Joop Swart Masterclass.
Defiende el periodismo activista y está comprometido en la defensa del ejercicio de la profesión. En diversas ocasiones ha denunciado públicamente la presión y las amenazas que sufren de manera cotidiana. Fue compañero de Rubén Espinosa asesinado en julio de 2015.

## Obra
En 2013 junto a la también fotoperiodista Mónica González fue realizador del vídeo El Triunfo, bosque de niebla sobre la amenaza de las concesiones a grupos mineros en la Sierra Madre de Chiapas que desean extraer zinc, titanio y oro de territorios cercanos y dentro de la misma reserva, en los municipios de Acacoyagua Acapetahua y Escuintla.

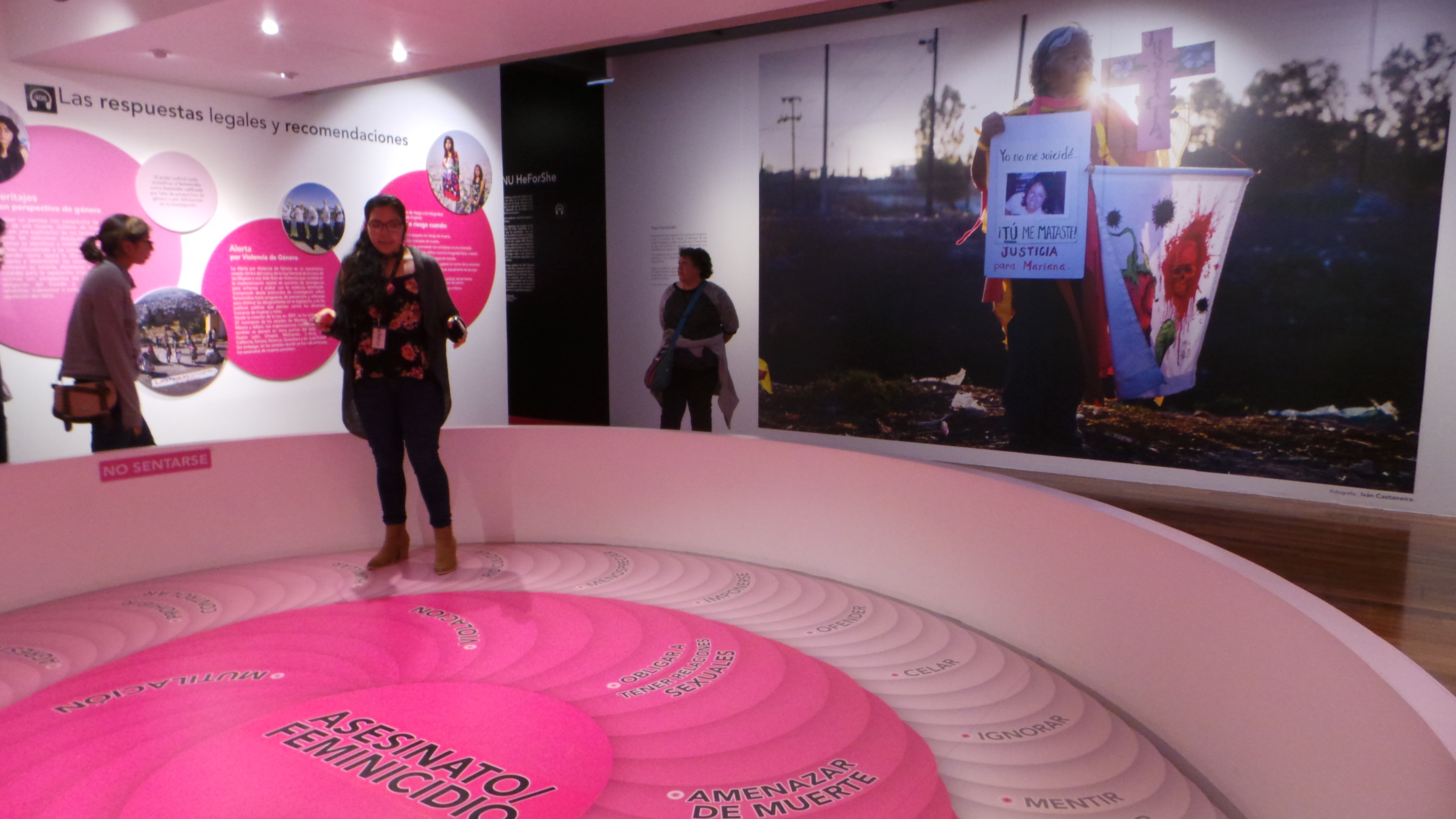
Exposición Feminicidio en México ¡Ya Basta! (2017)

Castaneira es coautor y diseñador interactivo del web documental “Geografía del dolor” (2015) que narra la historia de las desapariciones en distintos Estados Mexicanos. Creado por un colectivo de periodistas y fotógrafos del que forma parte, denominado equipo SacBé y dirigido por Mónica González, el trabajo -exposición fotográfica, libro y página de internet- permite conocer las historias de violencia que viven los ciudadanos de 13 estados de México. No todos los casos son iguales: hay desapariciones, desplazamientos forzados y asesinatos a manos de las fuerzas de seguridad y del narcotráfico. En 2015 realizó también la serie de fotografías El Pueblo de las Nubes en los campamentos de refugiados saharauis de Tinduf.
En 2017 su trabajo sobre feminicidio formó parte de la exposición "Feminicidio en México ¡Ya Basta!" presentada en el Museo Memoria y Tolerancia de Ciudad de México.